# История Буганды

Флаг Буганды

Исто́рия Буга́нды — история королевства Буганда и народа ганда — самого большого из традиционных королевств современной Уганды.

## Доколониальная и колониальная Буганда

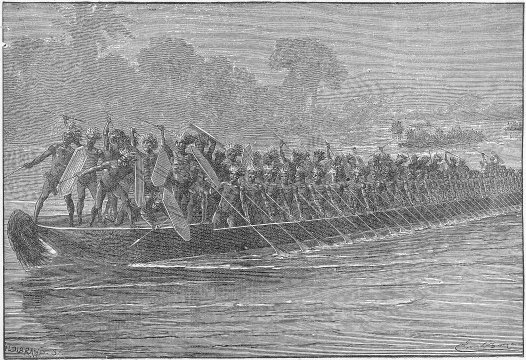
Буганда контролировала озеро Виктория, используя флотилии военных каноэ 1840-х годов.

Будучи первоначально вассалом Уньоро, Буганда быстро набирала силу в XVIII и XIX веках, став доминирующим королевством в регионе. Буганда начала расширяться с 1840-х годов и использовала флотилии военных каноэ для установления «своего рода имперского господства» над озером Виктория и прилегающими регионами. Порабощая более слабые народы и прирастая дешёвой рабочей силой, Буганда превратилась в могущественную «империю в зародыше». Первый прямой контакт с европейцами был установлен в 1862 году, когда британские исследователи Джон Хеннинг Спик и капитан сэр Ричард Фрэнсис Бёртон вошли в Буганду, и, согласно их отчётам, королевство было высокоорганизованным.
Мтеза, которого в своё время посещали Джон Хеннинг Спик, Джеймс Огастес Грант и Генри Мортон Стэнли, пригласил в Буганду церковное миссионерское общество. Одним из миссионеров общества был Александр Мердок Маккей. Мтеза так и не был обращён ни в какую религию, несмотря на многочисленные попытки. В 1884 году Мтеза умер, а его сын Мванга II вступил на трон. Большая часть того, что известно о Мтезе, известно со слов различных исследователей Киганды и некоторых зарубежных исследователей, в частности Джона Хэннинга Спика, а также Церковного миссионерского общества. Мванга неоднократно свергался, но ему постоянно удавалось возвращать себе власть. Мванга подписал договор с лордом Фредериком Лугардом в 1892 году, согласно которому Буганда получила статус протектората Имперской британской восточноафриканской компании. Британцы высоко ценили эти территории.

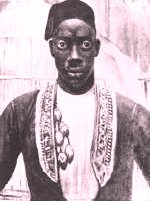
Мтеза был кабакой с октября 1856 года вплоть до своей смерти в 1884 году.

События на угандийских территориях XX века в какой-то степени можно объяснить багандийской политикой предыдущих двух веков. Ряд местных правителей накопили военную и политическую власть, убивая соперников на престоле, отменяя наследственные руководящие должности и взимая более высокие налоги со своих подданных. Армии Ганды также захватили территорию Уньоро — соседнего с Бугандой королевства на западе. Культура Ганды также препятствовала созданию королевской семьи Буганды.
Одним из самых влиятельных советников-назначенцев кабаки был Катиккиро, который отвечал за административную и судебную системы королевства, эффективно выполняя функции как премьер-министра, так и главного судьи. Катиккиро и другие влиятельные министры сформировали внутренний круг советников, которые могли созывать вождей более низкого уровня и других назначенных советников для политических совещаний. К концу XIX века кабака сменил многих глав кланов на назначенных должностных лиц и претендовал на титул «главы всех кланов».
Сложная структура управления Буганды произвела сильное впечатление на британских чиновников, но политические лидеры в соседнем Буньоро были невосприимчивы к британским чиновникам, прибывшим в сопровождении Буганды. Буганда стала центральным звеном нового протектората, в новое образование, помимо непосредственно самой Буганды, вошли Торо, Нкоре, Бусога и Буньоро. Многие жители Буганды осознали необходимость дать образование своим детям и приступили к строительству высших учебных заведений в стране. Государственные служащие Буганды также помогали управлять другими этническими группами; ранняя история Уганды была написана с точки зрения Буганды и колониальных чиновников. После обретения независимости в 1962 году Буганда достигла высоких показателей качества жизни и пикового уровня грамотности в стране.

## Политика силы до обретения Угандой независимости

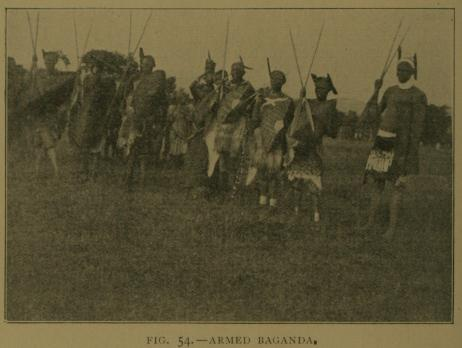
Вооруженный отряд Баганды

Перспектива выборов в преддверии обретения независимости вызвала внезапное появление и усиление влияния новых политических партий. Эти тенденции встревожили бывших у власти лидеров королевств Уганды, потому что они понимали, что центр власти будет находиться на национальном уровне. В 1953 году сэр Эндрю Коэн произнёс в Лондоне речь, в которой государственный секретарь по колониям упомянул возможность создания федерации трёх восточноафриканских территорий (Кении, Уганды и Танганьики) — образования наподобие того, что было создано ранее в Центральной Африке.
Многие угандийцы знали о федерации Родезии и Ньясаленда (территории нынешних Зимбабве, Замбии и Малави) и доминировании там интересов белых поселенцев. Угандийцы сильно опасались перспективы создания восточноафриканской федерации, в которой доминировали бы белые колонисты Кении, поскольку в Кении того времени бушевало восстание Мау-Мау. Ранее сопротивлялись аналогичному предложению Комиссии Хилтона Янга 1930 года. Бугандийцы потеряли доверие к Коэну тогда, когда тот пытался убедить Буганду признать, что её особый статус должен быть принесён в жертву интересам нового и более крупного национального государства.

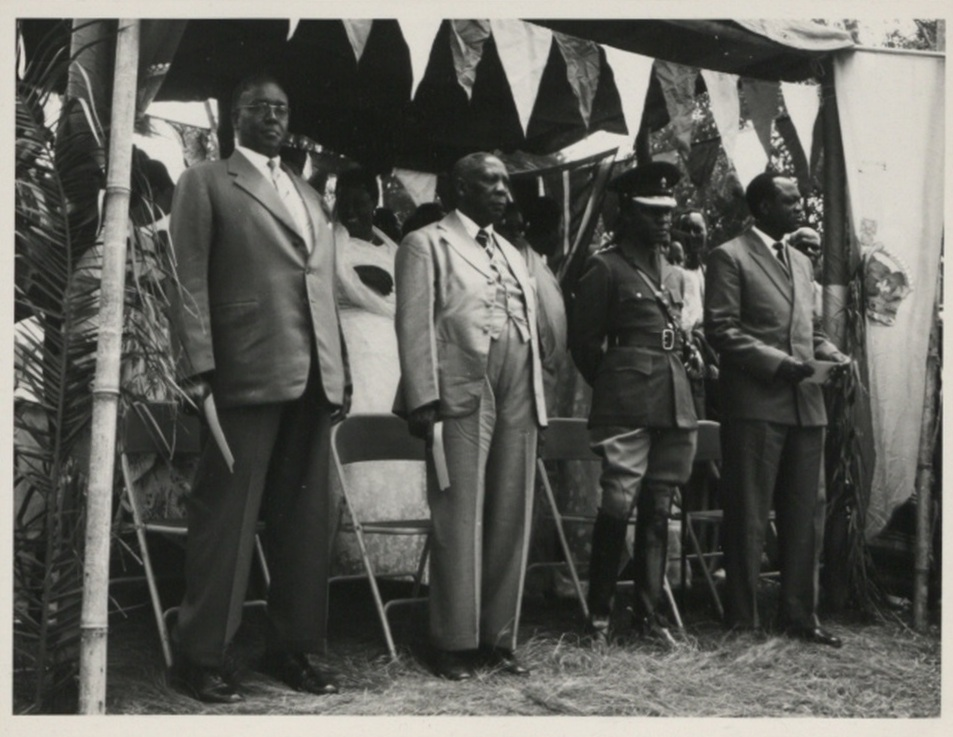
Короли Уганды около 1960 года; кабака Мутеса II — второй справа

Кабака Мутеса II по прозвищу «Король Фредди», которого его собственные подданные считали незаинтересованным в их благополучии, теперь отказался сотрудничать с планом Коэна по интеграции Буганды. Вместо этого кабака потребовал, чтобы Буганда была отделена от остального протектората и передана под юрисдикцию Форин-офис. В ответ на это заявление Коэн «депортировал» кабаку в Лондон. Его вынужденный отъезд сделал кабаку мучеником в глазах жителей Баганды, скрытый сепаратизм и народные антиколониальные настроения вызвали начало масштабных протестов. Действия Коэна привели к обратным результатам: он не смог более найти среди багандийцев никого, готового или способного обеспечить народную поддержку его планам. После двух лет сопротивления Коэн был вынужден восстановить «Короля Фредди» в должности.
Коэн заручился согласием кабаки не выступать против независимости в рамках более обширной Уганды. Мало того, что кабака был восстановлен в должности; впервые с 1889 года монарху было дано право назначать и увольнять своих вождей (правительственных чиновников Буганды).
Новая власть кабаки была замаскирована обманчивым заявлением о том, что тот будет всего лишь «конституционным монархом»; на самом деле кабака стал главным человеком, который решал, как будет управляться Уганда. Новая группировка Баганды, называющая себя «Друзья короля», встала на защиту кабаки. Эта группа была консервативна, яростно отстаивала ту форму правления и была готова к независимости только в том случае, если независимую Уганду возглавит кабака. Политиков Баганды, которые придерживались иного мнения, называли «врагами короля», за чем следовал политический и социальный остракизм.
Главным исключением из этого правила была католическая Баганда, которая сформировала свою собственную Демократическую партию (ДП), во главе которой стал Бенедикто Киванука. Кабака должен был быть протестантом, а церемония его коронации была сформирована по образцу коронации британских монархов; коронация проходила в главной протестантской церкви. Религия и политика были неразделимы и в других королевствах по всей Уганде. В составе Демократической партии были как католики, так и просто сторонники иного политического устройства государства. ДП, вероятно, была наиболее организованной из всех партий, готовившихся к выборам. Партия имела свои типографии и пользовалась поддержкой популярной в то время газеты Мунно.
В других частях Уганды появление кабаки со столь широкими полномочиями ожидаемо вызвало враждебность. Политические партии и местные группы не сходились по многим вопросах, но они были единодушны в одном: в неподчинении Буганде. В 1960 году политический деятель из Ланго Милтон Оботе перехватил инициативу и сформировал новую партию, Народный конгресс Уганды (англ. Uganda People's Congress (UPC)); таким образом, сформировалась коалиция, включившая всех тех, кто выступал против гегемонии Буганды.
Шаги, предпринятые Коэном для обеспечения независимости объединённого государства Уганда, привели к поляризации бугандийских фракций и тех, кто выступал против её господства. Население Буганды в 1959 году составляло 2 миллиона, то есть треть от населения Уганды. Даже если не принимать во внимание многих жителей Буганды, которые не проживали в Буганде на постоянной основе, по крайней мере миллион человек был верен кабаке. На Лондонской конференции 1960 года было очевидно, что автономия Буганды и сильное унитарное правительство несовместимы, но компромисса достигнуто не было, и решение о форме правления было отложено. Британцы объявили, что в марте 1961 года будут проведены выборы «ответственного правительства», предпоследний этап подготовки перед официальным предоставлением независимости. Предполагалось, что победившие на выборах получат необходимый опыт для ведения политической деятельности и управления государством после становления Уганды независимой.
В Буганде «Друзья короля» призвали к полному бойкоту выборов, поскольку их требования о будущей автономии были отклонены. Следовательно, когда избиратели пришли на избирательные участки по всей Уганде, чтобы избрать восьмидесяти двух членов Национальной ассамблеи, в Буганде, выдержав жесточайшее политическое давление, проголосовали только сторонники Демократической партии, получив, таким образом, двадцать мест из двадцати одного, выделенного Буганде. Таким образом, Демократическая партия получила большинство мест, хотя по количеству голосов они и проиграли Коалиции: 416 000 голосов против 495 000. Бенедикто Киванука стал новым главным министром Уганды.
Потрясенные результатами, сепаратисты Баганды, сформировавшие политическую партию под названием Кабака Екка, засомневались в избранном ими методе борьбы с выборами. Они приветствовали рекомендации британской комиссии, которая предложила федеральную форму правления. Согласно этим рекомендациям, Буганда пользовалась некоторой внутренней автономией, в случае, если бы полностью участвовала в национальном правительстве. Со своей стороны UPC также хотел изгнать членов Демократической партии из правительства, прежде чем те там основательно закрепятся. Оботе достиг соглашения с «Королём Фредди» и КЕ, даже приняв положение, согласно которому кабака может назначать представителей Буганды в Национальном собрании в обмен на стратегический альянс для победы над ДП. Кабаке также был обещан, главным образом представительный, пост главы государства Уганды, что имело большое символическое значение для Баганды.
Соглашение между коалицией и партией кабаки сделал неизбежным поражение временной администрации ДП. После заключительных выборов в апреле 1962 года, приведших к обретению независимости, национальный парламент Уганды состоял из сорока трёх делегатов от UPC, двадцати четырёх делегатов от КЕ и двадцати четырёх делегатов от ДП. Новая коалиция привела Уганду к независимости в октябре 1962 года: Оботе стал премьер-министром, а кабака — главой государства.

## После независимости
Уганда получила независимость 9 октября 1962 года, её первым президентом стал кабака Буганды сэр Эдвард Мутеса II. С другой стороны большая часть бугандийской автономии была ликвидирована; монархия Буганды была упразднена, как и четыре других угандийских королевства.
Ранее спор о государственном устройстве был самым важным вопросом в политике Уганды. Хотя существовало четыре королевства, главный вопрос заключался в том, какой контроль над Бугандой должно иметь центральное правительство. Сила короля, как объединяющего символа Баганды, стала очевидной после его депортации правительством протектората в 1953 году. Когда переговоры о независимости поставили под угрозу автономный статус Буганды, ведущие известные деятели организовали политическую партию для защиты короля. Этот вопрос был успешно обставлен, как вопрос выживания бугандийской нации, потому что положение короля было центральным в доколониальной культуре Буганды. Исходя из этого, защита короля привлекла подавляющую поддержку на выборах в местное правительство Буганды, которые проводились непосредственно перед обретением независимости. Противостоять королю в Буганде в то время означало политическое самоубийство.
В 1967 году премьер-министр Милтон Оботе изменил конституцию 1966 года, превратив государство в республику. 24 мая 1966 года федеральная угандийская армия атаковала королевский комплекс Лубири в Мменго. Был обстрелян дворец, внутри которого находился король Мутеса II. Король с боем выбрался из горящего здания, и с помощью священников в Любаге сбежал из Уганды, оказавшись в конечном итоге в Лондоне, где он умер при загадочных обстоятельствах (по официальной версии, от алкогольного отравления) три года спустя. Угандийская армия переоборудовала королевский дворец в казармы, а здание парламента Буганды — в свою штаб-квартиру. Неизвестно, сколько бугандийцев продолжало поддерживать царскую власть, потому что никто не мог выразить поддержку королю открыто.
25 января 1971 года Оботе был свергнут в результате государственного переворота, осуществлённого Иди Амином. После некоторых обсуждений, Иди Амин также отказался рассматривать вопрос восстановления королевств. К 1980 году Оботе снова вернулся к власти. Консервативная партия — маргинальная группа, возглавляемая последним человеком, который занимал пост премьер-министра Буганды при короле, участвовала в выборах 1980 года, но не получила большой поддержки.
В 1986 году к власти в Уганде придёт Национальное движение сопротивления (англ. National Resistance Movement (NRM)), возглавляемое Йовери Кагута Мусевени. Ведя партизанскую войну с Оботе, лидеры NRM не могли быть уверены, что Баганда примет их правительство или их программу, состоящую из десяти пунктов. С одной стороны, повстанческое движение против режима Оботе велось исключительно в Буганде, а солдат в значительной степени объединяла ненависть к Оботе и UPC.
С другой стороны, многие бугандийцы, вступившие в армию и получившие политическое образование по программе из десяти пунктов, отвергли этническую лояльность, как основу политической организации. Тем не менее, хотя это и является предметом споров, многие угандийцы сообщали, что Мусевени публично пообещал ближе к концу партизанской борьбы восстановить королевский титул и позволить Рональду Мутеби, наследнику престола, стать королём. Другие угандийцы выступали решительно против реставрации монархии, в первую очередь из-за политических преимуществ, которые в этом случае получала Буганда.
Споры разгорелись через несколько месяцев после захвата NRM власти в 1986 году, когда главы каждого из кланов Буганды организовали кампанию за восстановление королевской власти, возвращение здания парламента Буганды (которое армия продолжала использовать в качестве своей штаб-квартиры) и выдачу разрешения Мутеби вернуться в Уганду. В течение следующего месяца правительство изо всех сил пыталось отобрать политическую инициативу у глав кланов. Во-первых, в июле 1986 года премьер-министр Самсон Кисекка — представитель Муганды — на митинге в Буганде призвал людей прекратить эти «глупые разговоры».
Без объяснения причин правительство внезапно приказало отменить торжества. В газетах появилось много сообщений о требованиях старейшин клана Буганда вернуть Мутеби. Затем кабинет выступил с заявлением, в котором признал серьёзность вопроса реставрации, но продолжал утверждать, что вопрос о восстановлении королевской власти будет находиться на рассмотрении Конституционной ассамблеи, а не в компетенции временного правительства. Затем, три недели спустя, NRM выпустило собственное тщательно сформулированное заявление, в котором сторонники реставрации были названы «недовольными оппортунистами, выдающими себя за монархистов», пригрозив принять меры против любого, кто продолжал поднимать этот вопрос.
В то же время президент согласился встретиться со старейшинами клана, хотя данное решение только подогрело интерес населения. Затем, сделав неожиданный шаг, президент убедил Мутеби тайно вернуться в страну в середине августа 1986 года, поставив старейшин клана перед свершившимся фактом. Десять дней спустя правительство арестовало нескольких багандийцев, которые были обвинены в заговоре с целью свержения правительства и восстановления короля. Полностью разрешить ту проблему тогда не удалось.
Монархия была окончательно восстановлена в 1993 году; сын Мутесы II, Рональд Мувенда Мутеби II, стал кабакой. Буганда теперь является конституционной монархией с парламентом под названием лукико, который заседает в комплексе парламентских зданий под названием Буланге. Места в лукико распределены следующим образом: имеется должность парламентского пристава и спикера, временные места для членов королевской семьи, места для восемнадцати окружных начальников, членов кабинета министров, 52 места для глав кланов, а также места для приглашённых гостей. Также имеется галерея. Кабака присутствует на заседаниях дважды в год: он открывает первую сессию года и закрывает последнюю.